# Jokohama FC
Jokohama FC (japonsky 横浜FC) je japonský fotbalový klub z města Jokohama hrající v J1 League. Klub byl založen v roce 1999. V roce 2001 se připojili do J.League, profesionální japonské fotbalové ligy. Svá domácí utkání hraje na NHK Spring Mitsuzawa Football Stadium.

## Významní hráči
- Šódži Džó
- Motohiro Jamaguči
- Kazujoši Miura
- Šigejoši Močizuki
- Kósuke Óta
- Norio Omura
- Tacuhiko Kubo
- Daisuke Oku
- Acuhiro Miura
- Takuja Jamada
- Masaši Óguro